# Coslada Camioneros
Los Coslada Camioneros (o Camioneros de Coslada) son un equipo de fútbol americano de Coslada, Comunidad de Madrid (España) que compite en la Liga Nacional de Fútbol Americano.

## Historia
El equipo estuvo inactivo entre 1999 y 2002, participando desde entonces en diferentes competiciones, destacando su integración en la LNFA 2 desde su creación en 2003.
En la temporada 2009 retornan al máximo nivel de competición en España, la Liga Nacional de Fútbol Americano.
Actualmente posee un equipo senior, un equipo junior y un equipo cadete.
Han sido campeones de España de flag football en 2006 y 2008. 
En la pretemporada 2012-2013 se proclamaron subcampeones en el Torneo de Navidad disputado contra Santurce Coyotes